# Chirurgie maxillofaciale
Pour les articles homonymes, voir CMF.

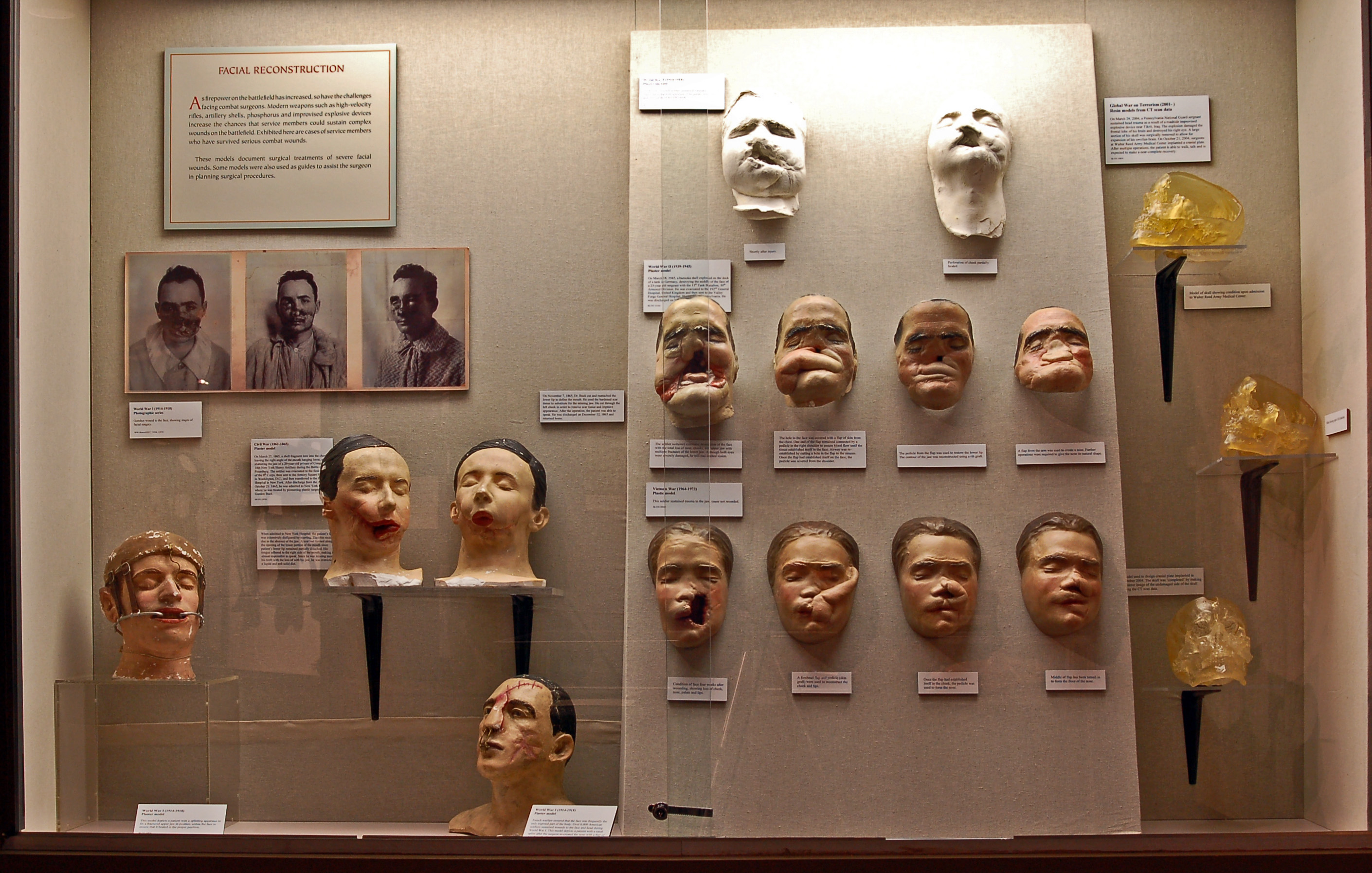
Vitrine pédagogique illustrant diverses opérations de chirurgie maxillofaciale (Archives médicales militaires des États-Unis).

La chirurgie maxillo-faciale (CMF) est la spécialité de la chirurgie générale prenant en charge toutes les pathologies du visage et de la cavité buccale tant dans le domaine chirurgical que le domaine médical.
Les domaines de prédilection sont :
- les traumatismes de la face (fractures et plaies du visage et du crane);
- la cancérologie de la cavité buccale et du pharynx ;
- la chirurgie orthognathique qui vise a corriger les dysmorphies faciale pouvant générer des troubles esthétiques, des douleurs articulaires, des fragilités dentaires ou une apnée du sommeil ;
- les anomalies congénitales (la plus fréquente étant la fente labio-palatine ou bec de lièvre mais aussi les malformations cranio faciales, etc.) ;
- les infections de la face (le plus souvent d'origine cutanée ou dentaire) ;
- la chirurgie orale (extractions dentaires, tumeurs bénignes et kystes des maxillaires…) ;
- la chirurgie dermatologique (kystes, névus, cancers de la peau, cicatrices…)
- la chirurgie orbito-palpébro-lacrymale (chirurgie des orbites, des paupières et des voies lacrymales) ;
- la chirurgie plastique et reconstructrice de la face par greffes, lambeaux ou au moyen d'épithèses ;
- la Chirurgie esthétique (liftings, blépharoplasties, otoplasties) et la médecine esthétique de la face (injections de toxine botulique et d'acide hyaluronique) ;
- la chirurgie implantaire et préimplantaire (greffe de tissus osseux, plastie des parties molles) ;
- la chirurgie de l'articulation temporo-mandibulaire ;
- la chirurgie de la muqueuse buccale (dermatologie buccale).

## Histoire de la chirurgie maxillofaciale
La chirurgie maxillofaciale s'est développée au début du XXe siècle, de façon contemporaine à la Première Guerre Mondiale et son afflux de blessés du visage, les « Gueules Cassées ».
Dès lors, une approche chirurgicale spécifique et nouvelle fut nécessaire : la reconstruction du visage.
Elle est pratiquée dans tous les pays du monde depuis cette époque.
Dans des pays comme le Royaume-Uni et la plupart des pays d'Europe, elle est reconnue comme une spécialité médicale avec un diplôme en médecine obligatoire, et parfois un deuxième diplôme supplémentaire nécessaire en chirurgie dentaire (double diplôme).
Le champ de pratique couvre principalement les cancers de la tête et du cou, la reconstruction microchirurgicale, la chirurgie cranio-faciale et les traumatismes cranio-maxillo-faciaux, le cancer de la peau, les malformations faciales, les fentes labiales et palatines, la chirurgie cranio-faciale, la chirurgie des articulations temporomandibulaires et la chirurgie esthétique du visage.
Au Royaume-Uni, la chirurgie maxillo-faciale est une spécialité du Royal College of Surgeons of England et du Royal College of Surgeons of Edinburgh.

## Traumatismes généraux de la face
La majeure partie ces traumatismes résulte d'accidents de la circulation, de rixes ou de pratique sportive, et touche plus particulièrement une population d'hommes jeunes (70 % des cas)[réf. souhaitée].
Il peut s'agir de fractures osseuses (mandibule , os propres du nez, os zygomatique, des sinus, fractures complexes de Le Fort, fractures de l’orbite, de l’étage antérieur de la base du crâne, de la voute crânienne…) et de plaies des parties molles (plaies du nez, des paupières, des lèvres, de la cavité buccale, morsures…).
Examen du traumatisme
Le premier examen d'un traumatisme facial doit impérativement prendre en compte les deux urgences vitales que sont :
- les hémorragies artérielles graves (par exemple : plaie de l’artère maxillaire) ;
- l'asphyxie : par un engorgement sanguin ou l'obstruction des voies respiratoires supérieures.

Ces deux urgences doivent immédiatement être dépistées et traitées.
En dehors de ces cas, le praticien effectue des examens rapides :
- Ophtalmologie sommaire : acuité visuelle, champ visuel et oculomotricité ;
- Plaies cutanées ou endobuccales
- Mobilité de l'étage superieur, moyen et inférieur : possible fracture mandibulaire, orbitaire, de lefort, etc. ;
- Motricité et la sensibilité faciale ;
- Troubles de l'occlusion et mobilités dentaires.

Un bilan d'imagerie en urgence aidera à confirmer le diagnostic et à prévoir l'intervention chirurgicale nécessaire.

## Chirurgie orthognatique
La chirurgie orthognathique est la chirurgie des malformations congénitales ou acquises des mâchoires (maxillaire et mandibule) ou dysmorphoses maxillo-mandibulaires: machoire inferieure trop en avant et/ou machoire superieure trop en arriere (prognathisme ou classe III), machoire inferieure trop en arrière et/ou machoire superieure trop en avant (rétrognathisme ou classe II)...
Les dysmorphoses maxillo-mandibulaires ont des répercussions sur l'harmonie du visage et du profil, la déglutition, la respiration, l'occlusion dentaire, les articulations des machoires, la phonation, la posture
Cette chirurgie a donc pour but l'obtention d'un engrènement dentaire ou occlusion idéale, d'une amélioration de la fonction notamment articulaire et une amélioration de l'esthétique. 
Au XXIe siècle, le développement des techniques orthodontiques et chirurgicales permet d’envisager un traitement visant l’obtention d’un articulé dentaire fonctionnel et stable au sein d’un visage rééquilibré et harmonieux.
Ces traitements chirurgicaux se prévoient longtemps à l'avance en accord avec l'orthodontiste, le patient et le chirurgien maxillo-facial.Un traitement orthodontique préalable et post opératoire est nécessaire dans la majorité des cas.

## Chirurgie dermatologique
La chirurgie cutanée a pour objectif de retirer une partie d’une lésion cutanée (biopsie) ou la totalité de cette lésion (exérèse), sous anesthésie le plus souvent locale.
La chirurgie cutanée est proposée aux patients qui présentent une lésion cutanée maligne (cancer de la peau : carcinome ou mélanome par exemple), ou suspecte de malignité, ou encore d’aspect inhabituel. Dans ces situations, une biopsie préalable est souvent indiquée. En cas de cancer de la peau, l’exérèse chirurgicale représente le plus souvent le traitement de référence. De façon à obtenir une exérèse complète, le chirurgien devra respecter une marge de sécurité en largeur et en profondeur, autour de la lésion initiale. Puis la pièce est examinée au microscope dans le laboratoire d’anatomopathologie afin de confirmer le diagnostic et de vérifier que la lésion a été retirée en totalité.

## Chirurgie réparatrice et reconstructrice de la face
La chirurgie reconstructrice du visage regroupe l’ensemble des interventions et techniques visant à réparer les séquelles des traumatismes, des cancers et des brûlures au niveau du visage : cicatrices, pertes de substance, alopécies, déformations ou malformations congénitales, asymétries et paralysie faciale...
Les paramètres à prendre en compte sont nombreux : l’étendue du délabrement, la localisation (nez, paupières, joues, cuir chevelu, menton, oreilles…), la couleur et la qualité de la peau, le sexe, l’âge, mais aussi l’exigence et les attentes du patient. Il est important d'évaluer le retentissement fonctionnel (motricité et sensibilité) et psychologique du probleme et de sa réparation.
Chaque cas est différent, mais l’objectif est toujours le même : redonner au visage un état plus « normal » et compatible avec une vie sociale. Il faudra souvent plusieurs interventions pour obtenir un résultat satisfaisant.

## Chirurgie implantaire et préimplantaire

### Les greffes osseuses préimplantaires
La pose d'implant dentaire consiste à remplacer une racine dentaire manquante ; pour cela, il faut parfois augmenter la quantité d'os restante. Il existe différentes techniques d'augmentation, regroupées sous le terme de greffe osseuse préimplantaire :
- greffes d'apposition (ajout d'os autologue ou synthétique par-dessus l'os du patient permettant d'en augmenter l'épaisseur) ;
- greffe sinusienne (sinus lift) : (comblement du bas-fond du sinus maxillaire par de l'os autologue ou synthétique permettant d'augmenter la hauteur d'os) ;
- distraction osseuse (augmentation lente et progressive de l'os et de la gencive du patient par un dispositif chirurgical temporaire).